# Nanustes fuchsi
Nanustes fuchsi är en skalbaggsart som beskrevs av Gilmour 1960. Nanustes fuchsi ingår i släktet Nanustes och familjen långhorningar. Inga underarter finns listade i Catalogue of Life.